# Lyssomanes nigrofimbriatus
Lyssomanes nigrofimbriatus là một loài nhện trong họ Salticidae.
Loài này thuộc chi Lyssomanes. Lyssomanes nigrofimbriatus được Cândido Firmino de Mello-Leitão miêu tả năm 1941.